# Marthe Mellot
Pour les articles homonymes, voir Mellot.
Marthe Mellot est une actrice française née à Cosne-Cours-sur-Loire (Nièvre) le 16 février 1870 et morte le 13 août 1947 à l'hôpital Broussais dans le 14e arrondissement de Paris.

## Biographie
Elle avait épousé l'auteur dramatique Louis-Alfred Natanson, dit Alfred Athis, fondateur de La Revue blanche avec ses deux frères Alexandre et Thadée Natanson. Elle était la mère de la romancière Annette Vaillant.
Au théâtre, elle interpréta entre autres Edmond Rostand, Bjørnstjerne Bjørnson, Jacques Deval, Armand Salacrou, Jean Anouilh, Federico García Lorca... Elle joua également dans de nombreux films : Les Deux Orphelines, Les Misérables, La Cage aux rossignols, Monsieur Vincent, ...
Le peintre Toulouse-Lautrec l'a représentée sur une affiche célèbre (Théâtre Antoine : La Gitane de Richepin). Jules Renard, qui fut son voisin, l'a évoquée dans son Journal.

## Filmographie
- 1909 : La Rose d'or de Gaston Velle
- 1910 : La Folle des ruines - Une production Pathé : La folle
- 1910 : La Navaja de Michel Carré : Conchita
- 1910 : La Retraite de André Calmettes et Henri Pouctal
- 1910 : Les Deux portraits - Une production Pathé : La femme du peintre
- 1911 : La Femme du saltimbanque de Georges Denola : La femme
- 1926 : Feu Mathias Pascal de Marcel L'Herbier : Mme Pascal, la mère de Mathias
- 1927 : Le Navire aveugle de Joseph Guarino et Adelqui Millar
- 1932 : Ce cochon de Morin de Georges Lacombe
- 1933 : La Robe rouge de Jean de Marguenat : La mère d'Etchepare
- 1933 : L'Assommoir de Gaston Roudès : Madame Gouget
- 1933 : Les Deux orphelines de Maurice Tourneur : La religieuse
- 1934 : Madame Bovary de Jean Renoir : La vieille femme aux comices agricoles
- 1934 : Miquette et sa mère de Henri Diamant-Berger : Mlle Majoumel
- 1934 : Le Dernier Milliardaire de René Clair : La reine de Casinario
- 1934 : Les Misérables de Raymond Bernard : Mlle Baptistine
- 1935 : Barcarolle de Gerhard Lamprecht et Roger Le Bon: Elvira
- 1935 : Justin de Marseille de Maurice Tourneur : La mère de Justin
- 1935 : Le Roman d'un jeune homme pauvre de Abel Gance : Mlle De Porhoët
- 1936 : La Dernière valse de Léo Mittler
- 1937 : La Citadelle du silence de Marcel L'Herbier : Joséphine
- 1937 : La Dame de Malacca de Marc Allégret : La sous-maîtresse de l'institut Tramont
- 1937 : Le Coupable de Raymond Bernard : La gouvernante du chanoine
- 1937 : Marthe Richard, au service de la France de Raymond Bernard : Madame Richard, la mère de Marthe
- 1938 : Katia de Maurice Tourneur : La surveillante du pensionnat
- 1938 : Le Capitaine Benoît de Maurice de Canonge : La grand-mère
- 1938 : Le Puritain de Jeff Musso : Mme Ferriter
- 1938 : Prison sans barreaux de Léonide Moguy : Madame Renard
- 1939 : Jeunes Filles en détresse de Georg Wilhelm Pabst : Mademoiselle Jeanne
- 1939 : Thérèse Martin de Maurice de Canonge : La supérieure
- 1940 : Le Collier de chanvre de Léon Mathot : La mère de Dollboys
- 1940 : Sérénade de Jean Boyer : La vendeuse
- 1941 : Le Briseur de chaînes de Jacques Daniel-Norman : Éloïse
- 1942 : La Duchesse de Langeais de Jacques de Baroncelli : La mère supérieure
- 1942 : Le Mariage de Chiffon de Claude Autant-Lara : La marchande de journaux de la gare
- 1942 : Le Voile bleu de Jean Stelli : Une commère
- 1942 : L'Homme qui joue avec le feu de Jean de Limur : Madame des Perthuis
- 1942 : Pontcarral, colonel d'Empire de Jean Delannoy : La vieille joueuse
- 1943 : Adémaï bandit d'honneur de Gilles Grangier : Mme Brazzia, la femme d'Angelico
- 1943 : La Grande Marnière de Jean de Marguenat : Sophie
- 1944 : Le Voyageur sans bagages de Jean Anouilh: Madame Berthier
- 1945 : La Cage aux rossignols de Jean Dréville : Marie
- 1945 : La Ferme du pendu de Jean Dréville : Mme Gralou, la grand-mère de Marie
- 1946 : Le Pavillon de la folle de Jean Gourguet - moyen métrage -
- 1946 : Le Pays sans étoiles de Georges Lacombe : Anaïs Talacayud
- 1946 : Nostalgie champêtre de Léo Sevestre - court métrage -
- 1946 : Raboliot de Jacques Daroy
- 1947 : Antoine et Antoinette de Jacques Becker : La chaisière (non créditée)
- 1947 : La Kermesse rouge de Paul Mesnier : Rose de St-Aubin
- 1947 : Le Diable au corps de Claude Autant-Lara : La religieuse (non créditée)
- 1947 : Le Village perdu de Christian Stengel : La vieille dame
- 1947 : Monsieur Vincent de Maurice Cloche : Herminie, une pauvresse (non créditée)
- 1947 : Torrents de Serge de Poligny : La mère Terraz (scènes supprimées)
- 1947 : Vertiges de Richard Pottier: La déléguée

## Théâtre

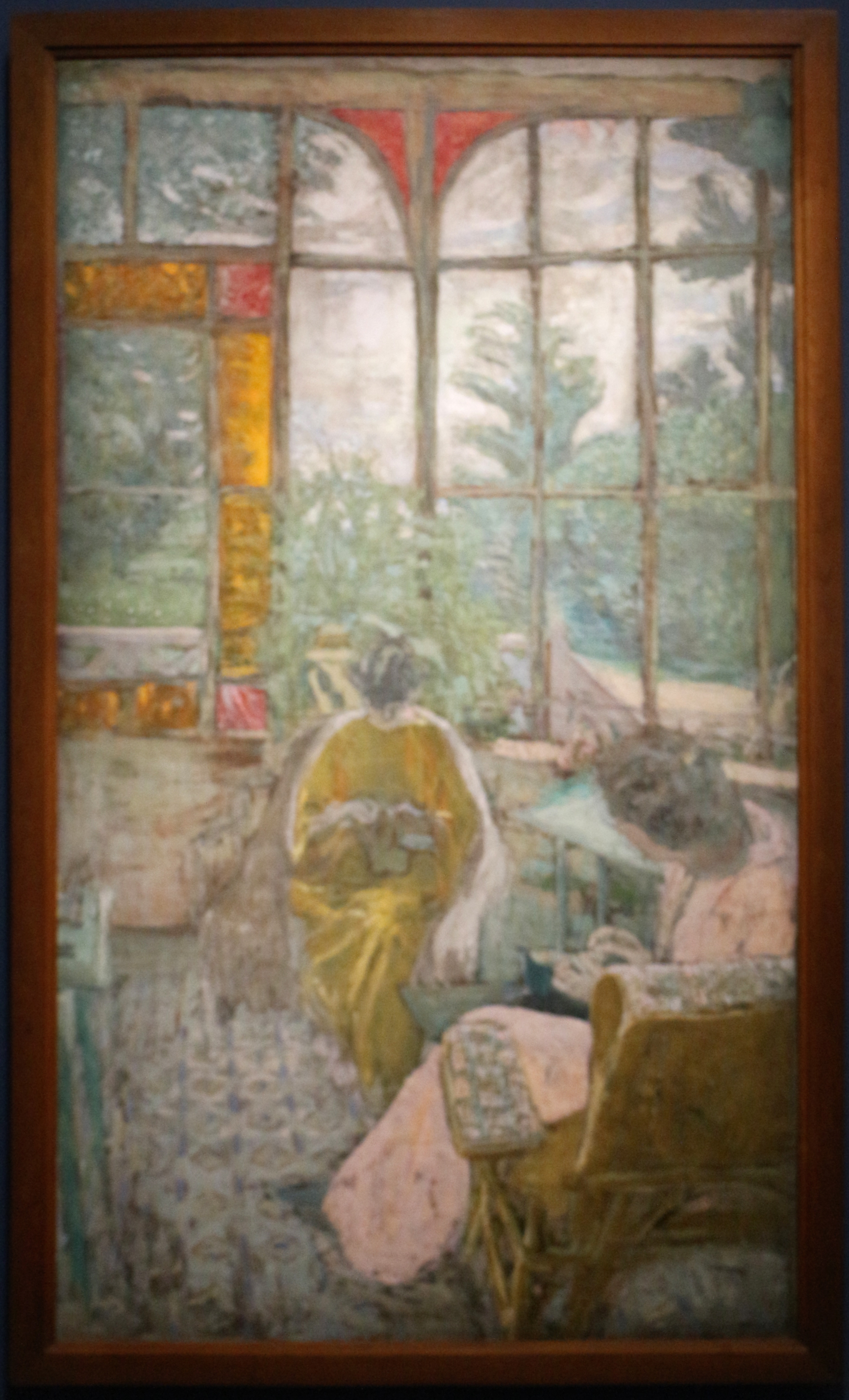
La véranda du Coadigou à Loctudy, Marcelle Aron et Marthe Mellot, peinture d'Édouard Vuillard, 1912.

- 1896 : Les Deux Gosses de Pierre Decourcelle, théâtre de l'Ambigu
- 1892 : Blanchette d'Eugène Brieux, mise en scène André Antoine, théâtre des Menus-Plaisirs
- 1897 : Blanchette d'Eugène Brieux, mise en scène André Antoine, théâtre Antoine
- 1898 : La Cage de Lucien Descaves, mise en scène André Antoine, théâtre Antoine
- 1898 : Joseph d'Arimathée de Gabriel Trarieux, mise en scène André Antoine, théâtre Antoine
- 1898 : Judith Renaudin de Pierre Loti, mise en scène André Antoine, théâtre Antoine
- 1900 : La Clairière de Lucien Descaves et Maurice Donnay, théâtre Antoine
- 1901 : Joseph d'Arimathée de Gabriel Trarieux, mise en scène André Antoine, théâtre Antoine
- 1904 : Les Oiseaux de passage de Lucien Descaves et Maurice Donnay, mise en scène André Antoine, théâtre Antoine
- 1906 : La Griffe d'Henri Bernstein, théâtre de la Renaissance
- 1910 : Chantecler d'Edmond Rostand, Théâtre de la Porte-Saint-Martin[2].
- 1909 : La Bigote de Jules Renard, mise en scène André Antoine, théâtre de l'Odéon
- 1911 : Un bon petit diable de Rosemonde Gérard et Maurice Rostand, théâtre du Gymnase
- 1921 : Le Pêcheur d'ombres de Jean Sarment, mise en scène Lugné-Poe, théâtre de l'Œuvre
- 1928 : Le Coup du 2 décembre de Bernard Zimmer, mise en scène Louis Jouvet, Comédie des Champs-Élysées
- 1931 : L'Admirable Dalila et Salomon le Sage de Tristan Bernard, théâtre Tristan Bernard
- 1933 : Lundi 8 heures de George S. Kaufman et Edna Ferber, mise en scène Jacques Baumer, théâtre des Ambassadeurs
- 1937 : Le Voyageur sans bagage de Jean Anouilh, mise en scène Georges Pitoëff, théâtre des Mathurins
- 1937 : La Tragédie de Roméo et Juliette de William Shakespeare, mise en scène Georges Pitoëff, théâtre des Mathurins
- 1937 : Eve de Jean Yole, mise en scène Georges Pitoëff, théâtre des Mathurins
- 1945 : La Maison de Bernarda Alba de Federico García Lorca, mise en scène Maurice Jacquemont, Studio des Champs-Élysées
- 1947 : Tobacco Road de Jack Kirkland, mise en scène Jean Darcante, théâtre de la Renaissance
- Le Gâteau des Rois de Marcelle Capron, théâtre Édouard VII